# Chlorocoma dilatata
Chlorocoma dilatata là một loài bướm đêm trong họ Geometridae.